# Duke Dinsmore
Carlyle John Dinsmore, il cui vero cognome era Dinsmoor e "Duke Dinsmore" era lo pseudonimo completo (Williamstown, 10 aprile 1913 – Fort Lauderdale, 12 ottobre 1985), è stato un pilota automobilistico statunitense.
Corse 7 volte la 500 Miglia di Indianapolis ottenendo come miglior risultato un decimo posto nel 1947.
Tra il 1950 e il 1960 la 500 Miglia di Indianapolis faceva parte del Campionato mondiale di Formula 1, per questo motivo Dinsmore ha all'attivo anche 4 Gran Premi in F1.

## Risultati in Formula 1
| 1950 | Scuderia    | Vettura      |  |  |     |  |  |  |  |  |  |  |  | Punti | Pos. |
| ---- | ----------- | ------------ |  |  | --- |  |  |  |  |  |  |  |  | ----- | ---- |
| 1950 | Brown Motor | Kurtis Kraft |  |  | Rit |  |  |  |  |  |  |  |  | 0     |      |

| 1951 | Scuderia    | Vettura   |  |     |  |  |  |  |  |  |  |  |  | Punti | Pos. |
| ---- | ----------- | --------- |  | --- |  |  |  |  |  |  |  |  |  | ----- | ---- |
| 1951 | Brown Motor | Schroeder |  | Rit |  |  |  |  |  |  |  |  |  | 0     |      |

| 1952 | Scuderia    | Vettura |  |    |  |  |  |  |  |  |  |  |  | Punti | Pos. |
| ---- | ----------- | ------- |  | -- |  |  |  |  |  |  |  |  |  | ----- | ---- |
| 1952 | Vulcan Tool | Miller  |  | NQ |  |  |  |  |  |  |  |  |  | 0     |      |

| 1953 | Scuderia     | Vettura      |  |    |  |  |  |  |  |  |  |  |  | Punti | Pos. |
| ---- | ------------ | ------------ |  | -- |  |  |  |  |  |  |  |  |  | ----- | ---- |
| 1953 | M. A. Walker | Kurtis Kraft |  | 16 |  |  |  |  |  |  |  |  |  | 0     |      |

| 1954 | Scuderia                 | Vettura |  |    |  |  |  |  |  |  |  |  |  | Punti | Pos. |
| ---- | ------------------------ | ------- |  | -- |  |  |  |  |  |  |  |  |  | ----- | ---- |
| 1954 | Commercial Motor Freight | Ewing   |  | NQ |  |  |  |  |  |  |  |  |  | 0     |      |

| 1956 | Scuderia      | Vettura      |  |  |    |  |  |  |  |  |  |  |  | Punti | Pos. |
| ---- | ------------- | ------------ |  |  | -- |  |  |  |  |  |  |  |  | ----- | ---- |
| 1956 | Shannon Bros. | Kurtis Kraft |  |  | 17 |  |  |  |  |  |  |  |  | 0     |      |

| 1960 | Scuderia          | Vettura      |  |  |    |  |  |  |  |  |  |  |  | Punti | Pos. |
| ---- | ----------------- | ------------ |  |  | -- |  |  |  |  |  |  |  |  | ----- | ---- |
| 1960 | Safety Auto Glass | Kurtis Kraft |  |  | NQ |  |  |  |  |  |  |  |  | 0     |      |

| Legenda | 1º posto     | 2º posto | 3º posto    | A punti         | Senza punti/Non class.  | Grassetto – Pole position Corsivo – Giro più veloce |
| Legenda | Squalificato | Ritirato | Non partito | Non qualificato | Solo prove/Terzo pilota | Grassetto – Pole position Corsivo – Giro più veloce |